# تنفيذ
التنفيذ (بالإنجليزية: Implementation)‏، هو تحقيق أو إجراء عملي لخطة أو فكرة أو نموذج أو تصميم أو مواصفات أو معيار أو خوارزمية أو سياسة. وقد يدخل ذلك في عدة مجالات منها السياسة وعلوم الكمبيوتر وتقنية المعلومات.